# Institut national agronomique de Tunisie
L'Institut national agronomique de Tunisie (arabe : المعهد الوطني للعلوم الفلاحية بتونس) ou INAT est un établissement d'enseignement supérieur tunisien fondé le 17 octobre 1898.
Il constitue la plus ancienne école d'ingénieurs de Tunisie et d'Afrique. Il est placé sous la double tutelle du ministère de l'Agriculture (institution de recherche et d'enseignement supérieur agricoles) et du ministère de l'Enseignement supérieur et de la Recherche scientifique (Université de Carthage).
L'INAT forme aussi à la recherche par une école doctorale qui décerne des masters et des doctorats.

## Histoire
Cette section ne s'appuie pas, ou pas assez, sur des sources secondaires ou tertiaires indépendantes du sujet.

Pour l'améliorer, ajoutez-en, ou placez des modèles {{Source secondaire souhaitée}} ou {{Source secondaire nécessaire}} sur les passages mal sourcés. (octobre 2023)

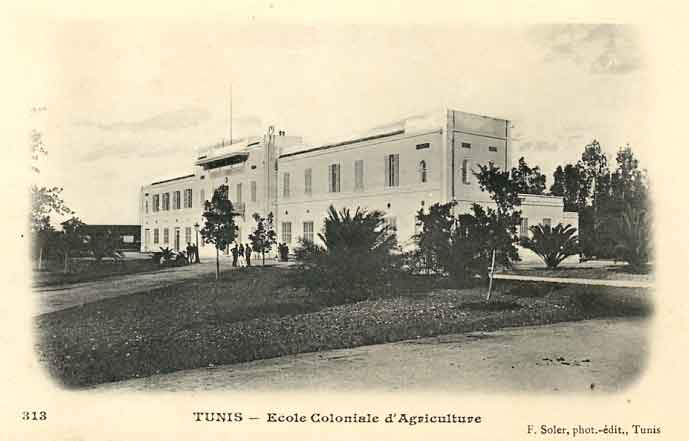
Bâtiment principal de l'ECAT.

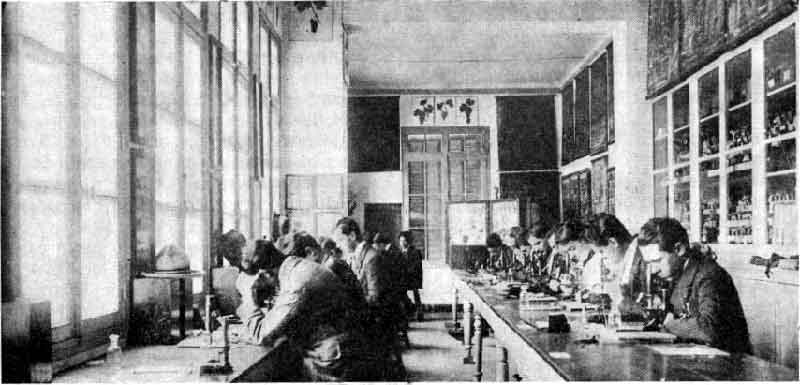
Classe de l'ECAT.

C'est sous le protectorat français qu'est fondée l'École coloniale d'agriculture de Tunis (ECAT) qui prépare en deux ans les futurs colons, Européens en majorité, à leur tâche d'exploitants agricoles.
L'indépendance amène sa transformation en École supérieure d'agriculture de Tunis (ESAT) puis en École nationale supérieure d'agriculture de Tunis (ENSAT) avec un régime d'études de trois ans, jusqu'en 1965, puis de quatre ans, la quatrième année étant une année de pré-spécialisation.
En 1968, le rattachement de l'école à l'éducation nationale, dans le but d'unifier tous les enseignements, conduit à la création de deux années de tronc commun avec la faculté des sciences si bien qu'en 1970, pour donner une formation pratique et opérationnelle, la durée des études passe à cinq ainsi pour former des ingénieurs agricoles (du niveau des ingénieurs des travaux de l'État) et à six ans pour former des ingénieurs agronomes dits de conception. La faculté d'agronomie devient alors l'Institut national agronomique de Tunisie qui repasse alors sous le contrôle du ministère de l'agriculture.

## Départements
L'INAT se compose de six départements selon les disciplines et spécialités étudiés :
- le département de protection des plantes et maladies post-récolte ;
- le département des ressources animales, halieutiques et technologies agroalimentaires ;
- le département d'agronomie et des biotechnologies végétales ;
- le département d'économie-gestion agricole et agroalimentaire ;
- le département du génie rural, des eaux et forêts ;
- le département de mathématiques, physique et chimie.

## Formations et spécialités

### Organisation des enseignements
Le système éducatif du cycle d'ingénieur à l'INAT comporte :
- des cours magistraux ;
- des travaux dirigés ;
- des travaux pratiques ;
- des séminaires et conférences ;
- des projets ;
- des stages en entreprise ;
- des visites et participations à des congrès.

#### Première année
La première année du cursus vise à l'acquisition des savoirs fondamentaux. Elle consiste essentiellement en un tronc commun, permettant de poser les bases disciplinaires fondamentales pour tout ingénieur, et répond aux objectifs suivants :
- Initier les étudiants aux méthodes de l’Ingénieur en leur offrant une formation scientifique et technique ;
- Préparer les étudiants aux différentes problématiques et enjeux du monde agricole en leur dispensant une formation agronomique pluridisciplinaire ;
- S’ouvrir sur le milieu rural et le monde professionnel.

#### Deuxième année
La deuxième année du cursus est une année de spécialisation consacrée à l'acquisition des connaissances scientifiques nécessaires à la compréhension des mécanismes physiques et chimiques indispensables au métier d'ingénieur agronome spécialisé.

#### Troisième année
La troisième année du cursus est une année de développement du savoir-faire et du savoir-être et de consolidation et développement de la formation scientifique et technique.

##### Projet de fin d’études
En entreprise, en Tunisie ou à l'étranger, le projet de fin d'études donne matière à la préparation, à la rédaction et à la soutenance obligatoire du mémoire de fin d'étude d'ingénieur. Il vise à préparer les étudiants à la vie professionnelle en leur confiant un projet, de la conception jusqu’à la réalisation, et en leur permettant d'expérimenter leur futur métier d'ingénieur tout en bénéficiant d'un appui méthodologique des enseignants et d'un encadrant au sein de l'entreprise.

### Condition d'entrée

#### Cycle d'ingénieur
- Concours national d'entrée aux cycles de formation d'ingénieurs section biologie-géologie (auparavant mathématique-physique et physique-chimie) ;
- Concours spécifique.

#### Master
- Licence fondamentale en agronomie ou biologie (LMD) ;
- Double diplôme (ingénierie-master).

#### Doctorat
- Master en agronomie

### Missions et filières
L'INAT a pour mission la formation des ingénieurs, des chercheurs en master et en doctorat et la formation continue.

#### Filières d'ingénieurs
La formation des ingénieurs agronomes se concentre sur sept spécialités qui englobent tous les domaines agricoles :
- Phytiatrie et phytopathologie ;
- Génie halieutique et environnement ;
- Génie rural, eaux et forêts ;
- Économie agricole et agroalimentaire ;
- Production animale ;
- Production végétale ;
- Industries agroalimentaires.

#### Master

##### Master de recherche
- Bioagresseurs et santé végétale (M2) ;
- Gestion durable des ressources en eau (M2) ;
- Valorisation et innovation des ressources alimentaires agroalimentaires, santé et naturalité (M2) ;
- Fonctionnement et gestion des écosystèmes aquatiques (M2) ;
- Biotechnologie animale (M2) ;
- Gestion des écosystèmes naturels et valorisations de leurs ressources (M2).

##### Master professionnel
- Techniques avicoles et industries des aliments composés (M1 + M2) ;
- Management agroalimentaire (M2) ;
- Irrigation et drainage (M2).

#### Doctorat
- Sciences de la production végétale ;
- Sciences animales ;
- Génie rural, eaux et forêts ;
- Sciences de la pêche ;
- Protection des plantes ;
- Économie rurale et développement ;
- Industries agroalimentaires ;
- Agriculture en zones arides et lutte contre la désertification.

## Vie étudiante
L'institut comporte divers clubs qui assurent et organisent des activités culturelles et sportives via un complexe sportif.

## Coopération internationale
L'INAT a établi de nombreux protocoles et accords de partenariats avec des universités et d'organisations du monde entier dont :
- Université de Tsukuba (Japon)
- Institut de recherche pour le développement (France)
- Institut national de la recherche agronomique (Maroc)
- Organisation des Nations unies pour l'alimentation et l'agriculture

## Anciens élèves et chercheurs
- Slaheddine El Amami
- Youssef Chahed
- Pierre Gabard
- Zakaria Hamad
- Lassaad Lachaal
- Pascal Lissouba